# Maréa
Maréa (Μάρεια) est une ville de l'Égypte antique dont les ruines sont situées à quarante kilomètres d'Alexandrie, dans le delta du Nil, sur la rive sud du lac Mariout.

## Histoire
Selon Hérodote, Psammétique Ier, roi de la XXVIe dynastie (Basse époque) y aurait maintenu des garnisons.
Le port qui recevait les pèlerins allant à Deir Abou Menas où reposait le corps de saint Ménas, est situé au cœur d'une région célèbre durant toute l'antiquité pour sa production et son commerce du vin.
Ce port était réuni au Nil par des canaux, ce qui lui permettait de recevoir des marchandises en provenance de cette vallée et de les relayer vers Alexandrie et les régions de la Méditerranée septentrionale.
Le port joua ce rôle dès la fin du Ve siècle, période où la cité portuaire fut gouvernée par Philoxenos, préfet de l'empereur Anastase.
Marea, sous les Byzantins, s'inscrit dans le mouvement commercial de conquête de nouveaux marchés pour les vins de l'empire romain d'Orient.
Depuis 2003, le Centre d'études alexandrines, créé par Jean-Yves Empereur, a engagé une campagne de fouilles sur une péninsule située à environ cent mètres au nord de la cité. Les archéologues ont mis en évidence que le port antique était divisé en bassins séparés par quatre jetées de pierre d'une longueur de cent-cinquante mètres. Les fouilles ont aussi mis en évidence l'existence d'une riche communauté sous la domination byzantine qui dura jusqu'à la fin du VIIIe siècle.